# Leslie Phillips
Leslie Samuel Phillips (Tottenham, 20 aprile 1924 – Londra, 7 novembre 2022) è stato un attore britannico, commendatore dell'Ordine dell'Impero Britannico e candidato ai premi BAFTA nel 2007; conosciuto inizialmente solo come attore comico, più tardi ha iniziato ad interpretare ruoli caratteristici.

## Biografia
Phillips proveniva da un ambiente molto povero, nato a Tottenham (quartiere nord di Londra) da Cecelia Margaret (nata Newlove) e da  Frederick Samuel Phillips, che morì all'età di 44 anni, a causa di danni al cuore ed edema causati dalle esalazioni di zolfo della fabbrica in cui lavorava ad Edmonton. Nel 1931 la famiglia si trasferì nel quartiere di Chingford, a est di Londra, dove il piccolo Leslie frequentò la scuola elementare.
Fu sua madre a decidere di mandarlo alla Italia Conti Academy, affinché frequentasse lezioni di dizione in modo da perdere il suo naturale accento cockney, poiché all'epoca un forte accento regionale era causa di vari impedimenti nella carriera di un attore. La mossa si rivelò fruttuosa, e il giovane Leslie a 14 anni era già colui che guadagnava di più in famiglia, permettendo a sua madre di uscire dalla povertà.

### Carriera
La sua prima apparizione cinematografica risale agli anni trenta, quando era ancora un bambino, lavorando presso i Pinewood Studios nella prima settimana della loro apertura, nel 1936. Agli inizi della sua carriera teatrale fu il sostituto di Binkie Beaumont e H.M. Tennent al West End, per poi apparire nel 1938, a 14 anni, insieme a Graeme Muir nello spettacolo del West End Dear Octopus. Durante la seconda guerra mondiale gli spettacoli erano spesso interrotti dalle sirene dell'allerta civile, e Phillips nella sua autobiografia ricorda quando "il pubblico si volatilizzava e si dirigeva negli scantinati o nelle stazioni della metropolitana".
Grazie all'acquisito accento delle classi alte, l'attore fu selezionato per affrontare l'addestramento come ufficiale a Catterick e, nel 1943, venne nominato Sottotenente dell'artiglieria reale. L'anno successivo fu trasferito alla Durham Light Infantry, ma fu poi dichiarato inadatto al servizio poiché gli era stata diagnosticata una particolare condizione neurologica che avrebbe potuto causare una paralisi parziale. Fu mandato per errore in un ospedale psichiatrico, prima di raggiungere una struttura adeguata alla terapia.
Smobilitato come Luogotenente nel dicembre del 1944, Phillips subì un arresto anche nella carriera di attore, che ebbe una svolta solo durante gli anni cinquanta, quando egli ritornò popolare interpretando alcuni divertenti stereotipi inglesi. Il suo segno di riconoscimento era la voce carezzevole e seduttiva, che gli avrebbe molto più tardi procurato degli ingaggi anche come doppiatore. Apparve in tre dei primi film della serie Carry On (Carry On Nurse, Carry On Teacher e Carry On Constable), ai quali farà seguito un revival negli anni novanta, Carry On Columbus. A partire dal 1959, inoltre, divenne un popolare personaggio radiofonico come protagonista della serie The Navy Lark.
Nello stesso anno interpretò in Italia il ruolo di un giornalista inglese nel film commedia Ferdinando Iº re di Napoli, accanto ai fratelli Eduardo, Peppino e Titina De Filippo, Aldo Fabrizi, Vittorio De Sica, Renato Rascel e Marcello Mastroianni.
Dopo il suo matrimonio con Angela Scoular nel 1982, l'attore decise di dare una svolta alla sua carriera, abbandonando i lavori comici o di commedia. Rimanendo comunque attivo sia a teatro che in televisione, ebbe ruoli preminenti anche in alcuni importanti lungometraggi quali L'impero del sole (1987) di Steven Spielberg e Lara Croft: Tomb Raider (2001). Come doppiatore, prestò la voce al Cappello Parlante di Hogwarts nei primi due film della serie di Harry Potter, Harry Potter e la pietra filosofale (2001) e Harry Potter e la camera dei segreti (2002). Apparve in diverse sitcom britanniche, quali Honey for Tea con Felicity Kendal, e in un cameo nella serie poliziesca The Bill.
Nel 2007 apparve nel film di Hanif Kureishi Venus insieme a Peter O'Toole, e fu candidato al premio BAFTA come "Miglior Attore di Supporto", nel ruolo dell'attore veterano Ian.
Nel 2006 pubblicò la sua autobiografia, Hello (Orion Books, ISBN 0-7528-8178-7), e due anni più tardi fu nominato Commendatore dell'Ordine dell'Impero Britannico, in quanto già prima era Ufficiale.

### Vita privata
Phillips sposò la sua prima moglie, l'attrice Penelope Bartley, il 30 maggio 1948. I due ebbero quattro figli, Caroline, Claudia, Andrew e Roger, ma il matrimonio entrò in crisi negli anni sessanta per gli impegni lavorativi dell'attore. Nella sua autobiografia, Phillips commentò a questo proposito: "Penny non fece mai obiezioni al denaro in entrata, ma aveva cominciato a lamentarsi delle mie assenze".
Nel 1962 Phillips recitò in uno spettacolo teatrale intitolato The Big Killing, dove conobbe l'attrice diciannovenne Caroline Mortimer, figlia della scrittrice Penelope Mortimer e figliastra del drammaturgo e sceneggiatore Sir John Mortimer. La loro relazione fu riferita alla moglie di Phillips, che chiese il divorzio. Mentre la causa si protraeva, grazie alla conoscenza con la famiglia Mortimer e in particolare con Sir John, Phillips ottenne nuovi ruoli televisivi, in particolare quello del giudice in due serie dello stesso Mortimer. Durante la relazione con Caroline, i due comprarono una casa a Ibiza, e vi ospitarono personaggi del calibro di Diana Rigg, Nigel Davenport, Laurence Olivier e Denholm Elliott. Tuttavia la ragazza iniziò a esprimere il desiderio di sposarsi e avere dei figli, cosa che portò alla rottura tra lei e Phillips.
I due ex partner si trovarono a recitare insieme in un film girato in Australia, tuttavia Phillips iniziò presto una relazione con la co-star Vicki Luke. Quando accettò un ruolo da protagonista nello spettacolo Sextet a Londra, fu immediatamente attratto dalla propria co-protagonista Angela Scoular, che aveva in passato interpretato due volte una Bond girl. I due andarono a vivere insieme. Nello stesso periodo la prima moglie di Phillips, Penelope Bartley, ebbe un attacco che la lasciò debilitata. La nuova coppia si prese cura di lei per alcuni anni, ma nel 1981, mentre Angela era in tour, Penelope morì in un incendio.
Leslie Phillips e Angela Scoular si sposarono nel 1982, e la loro relazione proseguì fino alla morte di lei, avvenuta nel 2011 per suicidio.
Nel 2013 Leslie Phillips sposò Zara Carr, con cui rimase fino alla morte.

## Filmografia

### Cinema
- La cittadella (The Citadel), regia di King Vidor (1938) (non accreditato)
- Le quattro piume (The Four Feathers), regia di Zoltán Korda (1939) (non accreditato)
- Il ladro di Bagdad (The Thief of Bagdad), regia di Ludwig Berger, Michael Powell e Tim Whelan (1940) (non accreditato)
- Anna Karenina, regia di Julien Duvivier (1948) (non accreditato)
- Scarpette rosse (The Red Shoes), regia di Michael Powell e Emeric Pressburger (1948) (non accreditato)
- Città in agguato (Pool of London), regia di Basil Dearden (1951)
- Ali del futuro (The Sound Barrier), regia di David Lean (1952) (non accreditato)
- The Fake, regia di Godfrey Grayson (1953)
- The Limping Man, regia di Cy Endfield (1953)
- Febbre bionda (Value for Money), regia di Ken Annakin (1955)
- La gente gamma (The Gamma People), regia di John Gilling (1956)
- Il grande amore di Elisabetta Barrett (The Barretts of Wimpole Street), regia di Sidney Franklin (1957)
- 4 in legge (Brothers in Law), regia di Roy Boulting (1957)
- La pazza eredità (The Smallest Show on Earth), regia di Basil Dearden (1957)
- Missili umani (High Flight), regia di John Gilling (1957)
- Les Girls, regia di George Cukor (1957)
- Just My Luck, regia di John Paddy Carstairs (1957)
- The Big Money (1958)
- La battaglia segreta di Montgomery (I Was Monty's Double), regia di John Guillermin (1958)
- The Man Who Liked Funerals, regia di David Eady (1959)
- Carry on Nurse, regia di Gerald Thomas (1959)
- Le colline dell'odio (The Angry Hills), regia di Robert Aldrich (1959)
- Carry on Teacher, regia di Gerald Thomas (1959)
- La verità in reggicalze (Please Turn Over), regia di Gerald Thomas (1959)
- Ferdinando Iº re di Napoli, regia di Gianni Franciolini (1959)
- This Other Eden, regia di Muriel Box (1959)
- The Navy Lark, regia di Gordon Parry (1959)
- The Night We Dropped a Clanger, regia di Darcy Conyers (1961)
- Inn for Trouble, regia di C.M. Pennington-Richards (1960)
- Carry on Constable, regia di Gerald Thomas (1960)
- Si spogli dottore! (Doctor in Love), regia di Ralph Thomas (1960)
- Watch Your Stern, regia di Gerald Thomas (1960)
- No Kidding, regia di Gerald Thomas (1961)
- A Weekend with Lulu, regia di John Paddy Carstairs (1961)
- Un pezzo grosso (Very Important Person), regia di Ken Annakin (1961)
- Amore pizzicato (Raising the Wind), regia di Gerald Thomas (1961)
- Julie, perché non vuoi? (Crooks Anonymous), regia di Ken Annakin (1962)
- In the Doghouse, regia di Darcy Conyers (1962)
- Il giorno più lungo (The Longest Day), regia di Darryl F. Zanuck, Ken Annakin, Andrew Marton, Bernhard Wicki e Gerd Oswald (1962)
- La signora sprint (The Fast Lady), regia di Ken Annakin (1962)
- Father Came Too!, regia di Peter Graham Scott (1963)
- You Must Be Joking!, regia di Michael Winner (1965)
- Vai avanti... dottore! (Doctor in Clover), regia di Ralph Thomas (1966)
- Dossier Marocco 7 (Maroc 7), regia di Gerry O'Hara (1967)
- Some Will, Some Won't, regia di Duncan Wood (1970)
- Doctor in Trouble, regia di Ralph Thomas (1970)
- Gluttony, episodio di The Magnificent Seven Deadly Sins, regia di Graham Stark (1971)
- Don't Just Lie There, Say Something!, regia di Bob Kellett (1973)
- Not Now Darling, regia di Ray Cooney e David Croft (1973)
- Spanish Fly, regia di Bob Kellett (1976)
- Not Now, Comrade, regia di Ray Cooney e Harold Snoad (1976)
- La mia Africa (Out of Africa), regia di Sydney Pollack (1985)
- L'impero del sole (Empire of the Sun), regia di Steven Spielberg (1987)
- Scandal - Il caso Profumo (Scandal), regia di Michael Caton-Jones (1989)
- Le montagne della luna (Mountains of the Moon), regia di Bob Rafelson (1990)
- Sua maestà viene da Las Vegas (King Ralph), regia di David S. Ward (1991)
- Carry on Columbus, regia di Gerald Thomas (1992)
- August, regia di Anthony Hopkins (1996)
- Caught in the Act, regia di Mark Greenstreet (1997)
- The Jackal, regia di Michael Caton-Jones (1997)
- L'erba di Grace (Saving Grace), regia di Nigel Cole (2000)
- Lara Croft: Tomb Raider, regia di Simon West (2001)
- Harry Potter e la pietra filosofale (Harry Potter and the Philosopher's Stone), regia di Chris Columbus (2001) (voce)
- Pantaloncini a tutto gas (Thunderpants), regia di Peter Hewitt (2002)
- Harry Potter e la camera dei segreti (Harry Potter and the Chamber of Secrets), regia di Chris Columbus (2002) (voce)
- Millions, regia di Danny Boyle (2004)
- Chronicles of War, regia di Peter Richardson (2004)
- Venus, regia di Roger Michell (2006)
- Is Anybody There?, regia di John Crowley (2008)
- Harry Potter e i Doni della Morte - Parte 2 (Harry Potter and the Deathly Hallows - Part 2), regia di David Yates (2011) (voce)

### Televisione
- Robin Hood (The Adventures of Robin Hood) – serie TV, 4 episodi (1955-1960)
- The Errol Flynn Theatre – serie TV, episodio 1x13 (1956)
- Wire Service – serie TV, episodio 1x18 (1957)
- O.S.S. – serie TV, episodio 1x23 (1957)
- The Vise – serie TV, episodi 1x13-1x39-3x14 (1954-1959)
- L'uomo invisibile (The Invisible Man) – serie TV, episodio 1x09 (1959)
- Comedy Playhouse – serie TV, episodi 2x03-4x09 (1963-1965)
- ITV Play of the Week – serie TV, episodi 3x16-11x26 (1957-1966)
- Caro papà (Father, Dear Father) – serie TV, episodio 6x04 (1972)
- Casanova '73 – serie TV, 7 episodi (1973)
- Monte Carlo – miniserie TV (1986)
- Supernonna (Super Gran) – serie TV, episodio 2x03 (1987)
- Le avventure di Bailey (Rumpole of the Bailey) – serie TV, episodio 5x05 (1988)
- Summer's Lease – miniserie TV, episodio 1 (1989)
- The Comic Strip Presents... – serie TV, episodi 5x03-5x04 (1990)
- Chancer – serie TV, 18 episodi (1990-1991)
- Performance – serie TV, episodi 1x05-3x05 (1991-1993)
- Ricatto alle Bermude (Bermuda Grace) – film TV (1994)
- Honey for Tea – serie TV, 7 episodi (1994)
- The House of Windsor – serie TV, 6 episodi (1994)
- Love on a Branch Line – miniserie TV (1994)
- Un cane di nome Wolf (Woof!) – serie TV, episodio 8x08 (1995)
- Fantasma per amore (The Canterville Ghost) –  film TV (1996)
- Das Karussell des Todes – film TV (1996)
- Metropolitan Police (The Bill) – serie TV, episodio 12x48 (1996)
- I racconti della cripta (Tales from the Crypt) – serie TV, episodio 7x01 (1996)
- Si salvi chi può! Arriva Dennis (Dennis and Gnasher) – serie TV animata, episodio 1x06 (1996) (voce)
- Dalziel and Pascoe – serie TV, episodio 4x02 (1999)
- Cenerentola per sempre (Cinderella) – film TV (2000)
- Sword of Honour, regia di Bill Anderson – film TV (2001)
- Holby City – serie TV, episodio 5x12 (2002)
- L'ispettore Barnaby (Midsomer Murders) – serie TV, episodio 6x03 (2003)
- Where the Heart Is – serie TV, episodio 7x04 (2003)
- Heartbeat – serie TV, episodio 15x14 (2006)
- Miss Marple (Agatha Christie's Marple) – serie TV, episodio 2x03 (2006)
- The Catherine Tate Show – serie TV, episodio 3x01 (2006)

### Radio
- The Navy Lark, regia di Gordon Parry (1959)
- Oh, Get On with It! (con Kenneth Williams)
- Guida galattica per gli autostoppisti - Hactar
- Drop Me Here...Darling
- The Skivers

## Doppiatori italiani
Nelle versioni in italiano dei suoi film, Leslie Phillips è stato doppiato da:
- Ettore Conti in Fantasma per amore, Cenerentola per sempre
- Luciano Melani in Un pezzo grosso, La signora sprint
- Stefano Sibaldi in Les Girls
- Paolo Ferrari in Ferdinando I° re di Napoli
- Giorgio Piazza in La mia Africa
- Pino Locchi in Monte Carlo
- Pino Ferrara in L'impero del sole
- Paolo Lombardi in Scandal - Il caso Profumo
- Pietro Biondi in Sua maestà viene da Las Vegas
- Sergio Graziani in Lara Croft: Tomb Raider
- Dante Biagioni in Miss Marple

Da doppiatore è sostituito da:
- Ettore Conti in Harry Potter e la pietra filosofale, Harry Potter e la camera dei segreti, Harry Potter e i Doni della Morte - Parte 2